# Marilia ophthalmica
Marilia ophthalmica is een fossiele soort schietmot uit de familie Odontoceridae.